# Irena Trapszo-Chodowiecka
Irena Trapszo-Chodowiecka (ur. 16 lutego 1868 w Kaliszu, zm. 8 kwietnia 1953 we Lwowie) – polska aktorka teatralna, recytatorka estradowa, pedagog w lwowskiej szkole dramatycznej.

## Życiorys
Irena Trapszo była córką Anastazego i Anny Eugenii Walerii z Ćwiklińskich primo voto Gustaw. Urodziła się jako nieślubne dziecko, ponieważ rodzice usankcjonowali związek kilka lat po jej urodzeniu. Już jako dziecko występowała z zespołem ojca na prowincji. Po śmierci matki przyjechała do Warszawy. Występowała w teatrach rządowych w Warszawie, między innymi w Teatrze Rozmaitości i w Teatrze Letnim. W 1907 przeprowadziła się do Lwowa, gdzie została aktorką Teatru Miejskiego. W 1927 przeszła na emeryturę.

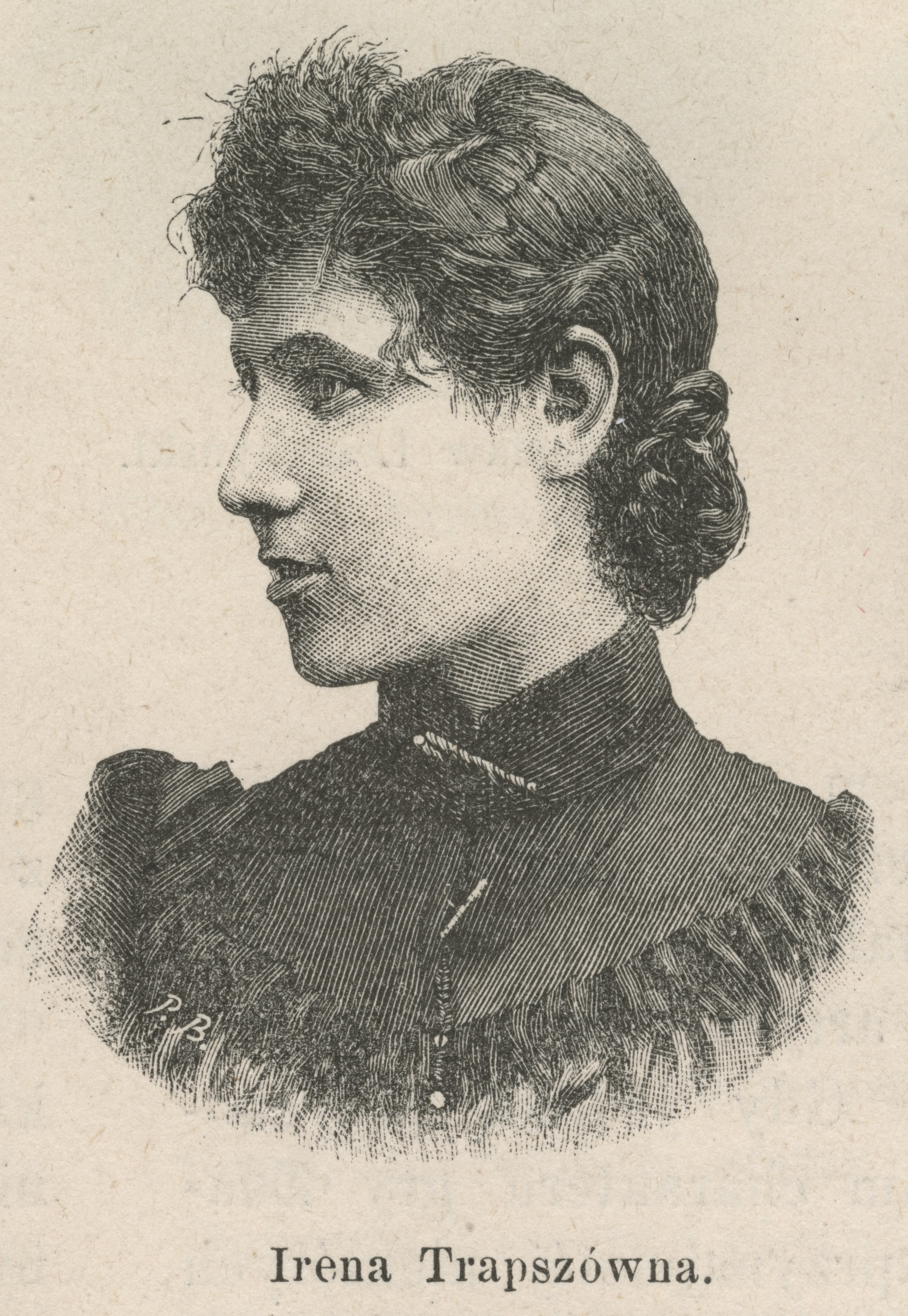
Irena Trapszówna

Jej siostrą była Tekla Trapszo. Irena Trapszo-Chodowiecka była ciotką Mieczysławy Ćwiklińskiej. Jej mężem od 1893 był Edward Chodowiecki. Mimo przymusowych wysiedleń Polaków ze Lwowa pozostała w mieście, gdzie zmarła w 1953. Została pochowana na Cmentarzu Łyczakowskim we Lwowie.

## Spektakle teatralne (wybór)
- 1894 – Grube ryby, Teatr Rozmaitości w Warszawie
- 1910 – Złote kajdany, Teatr Miejski Lwów
- 1912 – Nerwowa awantura, Teatr Miejski Lwów
- 1915 – Natręci, Teatr Miejski Lwów

## Odznaczenia
- Złoty Krzyż Zasługi (1938)[2]
- Srebrny Wawrzyn Akademicki (7 listopada 1936)[3]